# Riva Ligure
Riva Ligure (Riva e, anticamente, Riva de Taggia in ligure) è un comune italiano di 2 759 abitanti della provincia di Imperia in Liguria.

## Geografia fisica
Il territorio comunale è situato sulla costa della Riviera di Ponente, lungo il torrente Caravello. Tra le vette del territorio rivese il monte Grange (200 m).
Il clima, quindi, è mediterraneo con temperature pari a quelle della vicina Santo Stefano al Mare e di Sanremo: l'abitato di Riva Ligure non risente infatti delle brezze fredde della valle Argentina che investono Taggia e la vicina località balneare di Arma. Si tratta in assoluto del clima più mite presente nella regione Liguria, con 1050 Gradi giorno.

## Storia

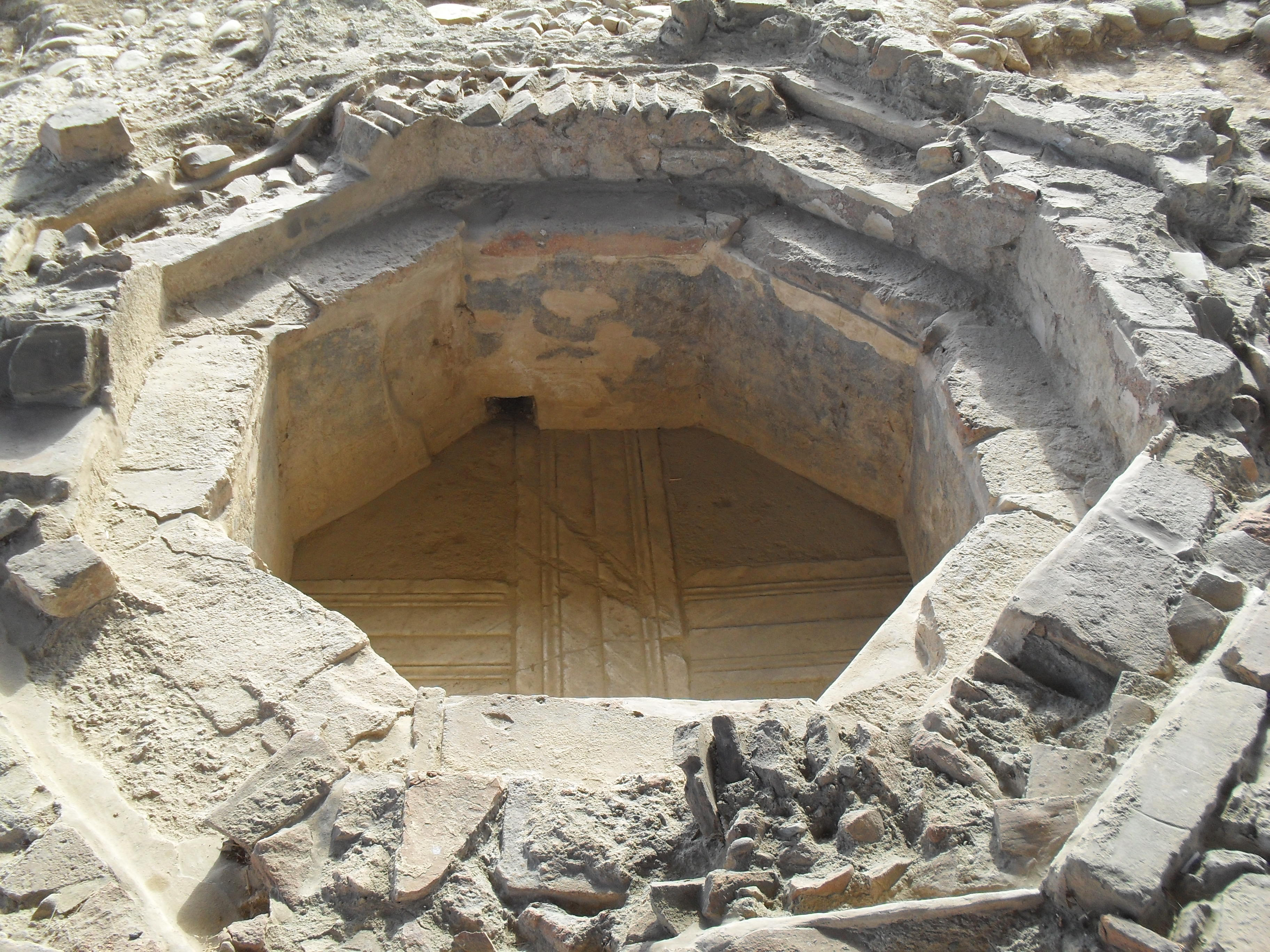
I ritrovamenti del sito archeologico di Costa Balenae

Alcuni rinvenimenti preistorici del XII secolo a.c.sul monte Grange, posto al confine occidentale del territorio comunale, hanno fatto presupporre agli storici che questa zona fosse già abitata - o conosciuta - dall'Età del bronzo e solo in epoca romana la popolazione si spinse sulla costa.
Dal 1036/38, a seguito della donazione della marchesa Adelaide di Torino, passò ai monaci benedettini di Santo Stefano di Genova costituendo la signoria di Villategia. Essi diedero il via alle prime coltivazioni della terra; la zona si estendeva per molti ettari, dall'attuale comune di Santo Stefano al Mare fino al fossato detto del Pertusio  in territorio rivese, nella quale si procedette alla seminatura degli ortaggi e dei cereali nonché la vigna.
I monaci si scontrarono più volte con i signori locali dei feudi vicini come i marchesi di Clavesana, signori feudali di Taggia, o i Lengueglia rivendicanti i diritti dei borghi di Cipressa e Terzorio. Secondo un documento datato al 1217 fu un abate del monastero di Santo Stefano a promuovere la prima carta statutaria della Liguria di ponente.
Nel corso del XIV secolo la popolazione si spinse maggiormente sulla costa fondando nuove comunità, tra cui quella di Riva. La famiglia Doria divenne in questo secolo proprietaria dell'intera zona detta Villeregia, antica zona dove i benedettini iniziarono la loro opera di coltivazione, che fu poi ceduta al Comune di Genova nel 1353 da Nicolò Doria; la Repubblica di Genova sottopose l'abitato di Riva nella neo costituita podesteria di Taggia.

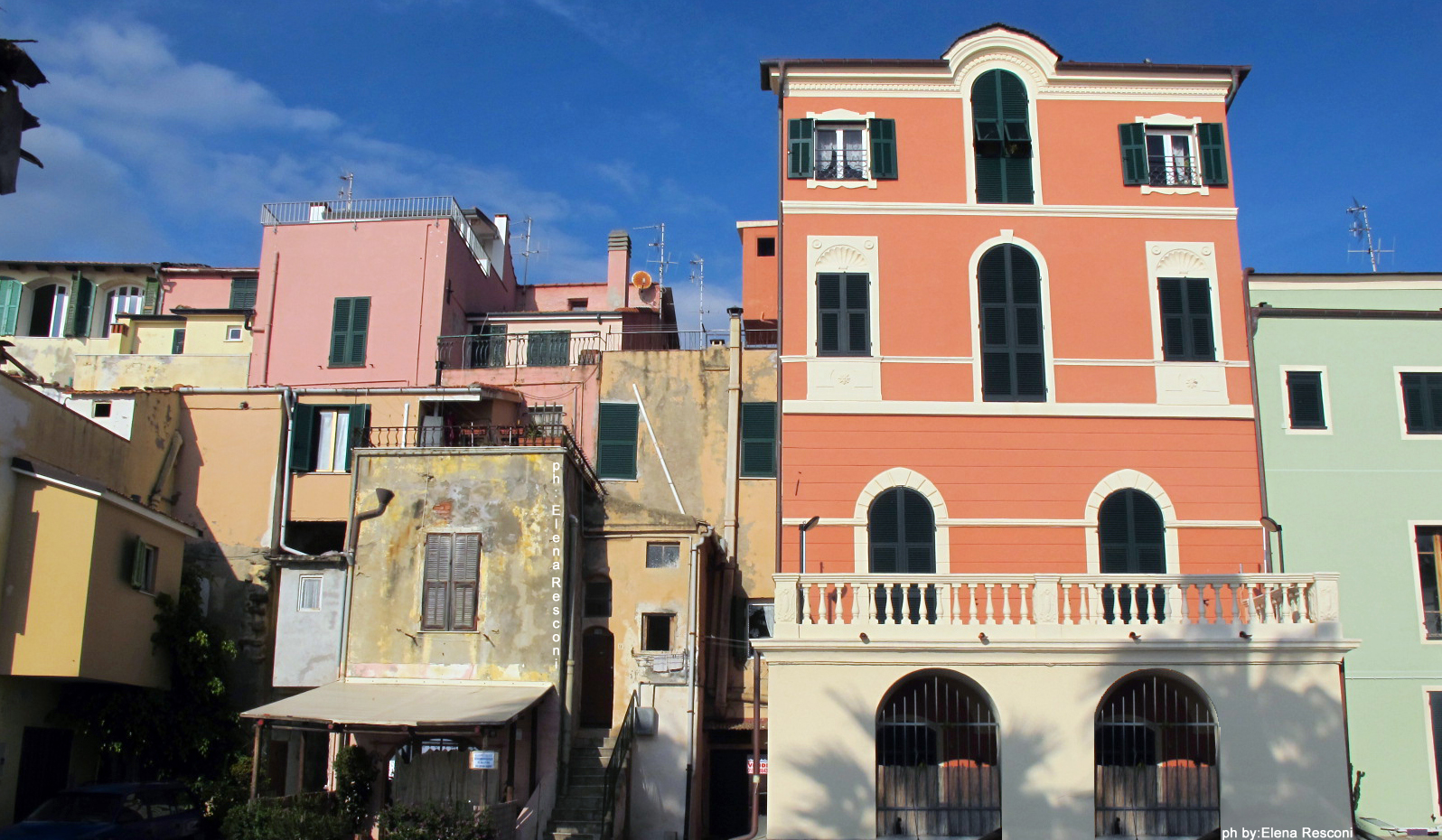
Scorcio del centro storico rivese

Intorno al XV secolo Riva di Taggia, così fu denominata dopo l'annessione del borgo nel territorio taggese, fu un importante e il principale scalo marittimo della stessa Taggia, grazie ai numerosi cantieri navali e altre attività legate al mare. Nella seconda metà del XVI secolo le frequenti invasioni dei pirati barbareschi, cinque gli sbarchi e gli assalti dal 1551 al 1562, porteranno allo spopolamento del borgo rivese causando inevitabilmente l'abbandono dello scalo marinaro.
Nel XVIII secolo iniziarono i primi scontri con il "capoluogo madre" di Taggia, e più volte la comunità di Riva chiese in questo secolo al governo genovese di rendersi autonoma. Nel 1714 è attestata la presenza di Elisabetta Farnese, promessa sposa a Filippo V di Spagna, che fu ospite della famiglia taggese dei Lombardi presso il loro palazzo "di campagna" ).
Con la caduta della Repubblica di Genova, sul finire del 1797, e la conseguente istituzione della napoleonica Repubblica Ligure, il territorio di Riva divenne municipalità autonoma che fu inquadrata nel cantone di Taggia nella giurisdizione delle Palme, con capoluogo Sanremo. Dal 1805, con il passaggio della Repubblica Ligure nel Primo Impero francese, rientrò nel circondario di Porto Maurizio del Dipartimento di Montenotte.
Fu annesso al Regno di Sardegna nel 1815 dopo il congresso di Vienna del 1814, a seguito della caduta di Napoleone Bonaparte. Facente parte del Regno d'Italia dal 1861, dal 1859 al 1926 il comune di Riva (poi denominato Riva Ligure, dal 1863) fu compreso nel V mandamento di Santo Stefano al Mare del circondario di Sanremo facente parte della provincia di Nizza (poi provincia di Porto Maurizio e, dal 1923, di Imperia).
Con regio decreto del 1928 l'ente fu soppresso per l'istituzione del comune di Riva Santo Stefano che riunì i quattro precedenti comuni di Riva Ligure, Santo Stefano al Mare, Pompeiana e Terzorio; quest'ultimi si ricostituirono nel 1947, mentre al 1954 risale la definitiva soppressione del comune di Riva Santo Stefano e la ricostituzione dei due enti odierni.
Nel secondo dopoguerra, durante il boom economico, l'espansione dell'abitato subì una veloce crescita grazie alla sviluppata economica legata alla floricoltura e al turismo vacanziero; fu inoltre meta di immigrati meridionali specie provenienti dalla Calabria, dall'Abruzzo e dalla Puglia.
Dal 2015 al 2024 ha fatto parte dell'Unione dei comuni Villaregia.

### Simboli
Stemma
Gonfalone

Lo stemma e il gonfalone sono stati concessi con decreto del presidente della Repubblica del 6 marzo 1960.

## Monumenti e luoghi d'interesse

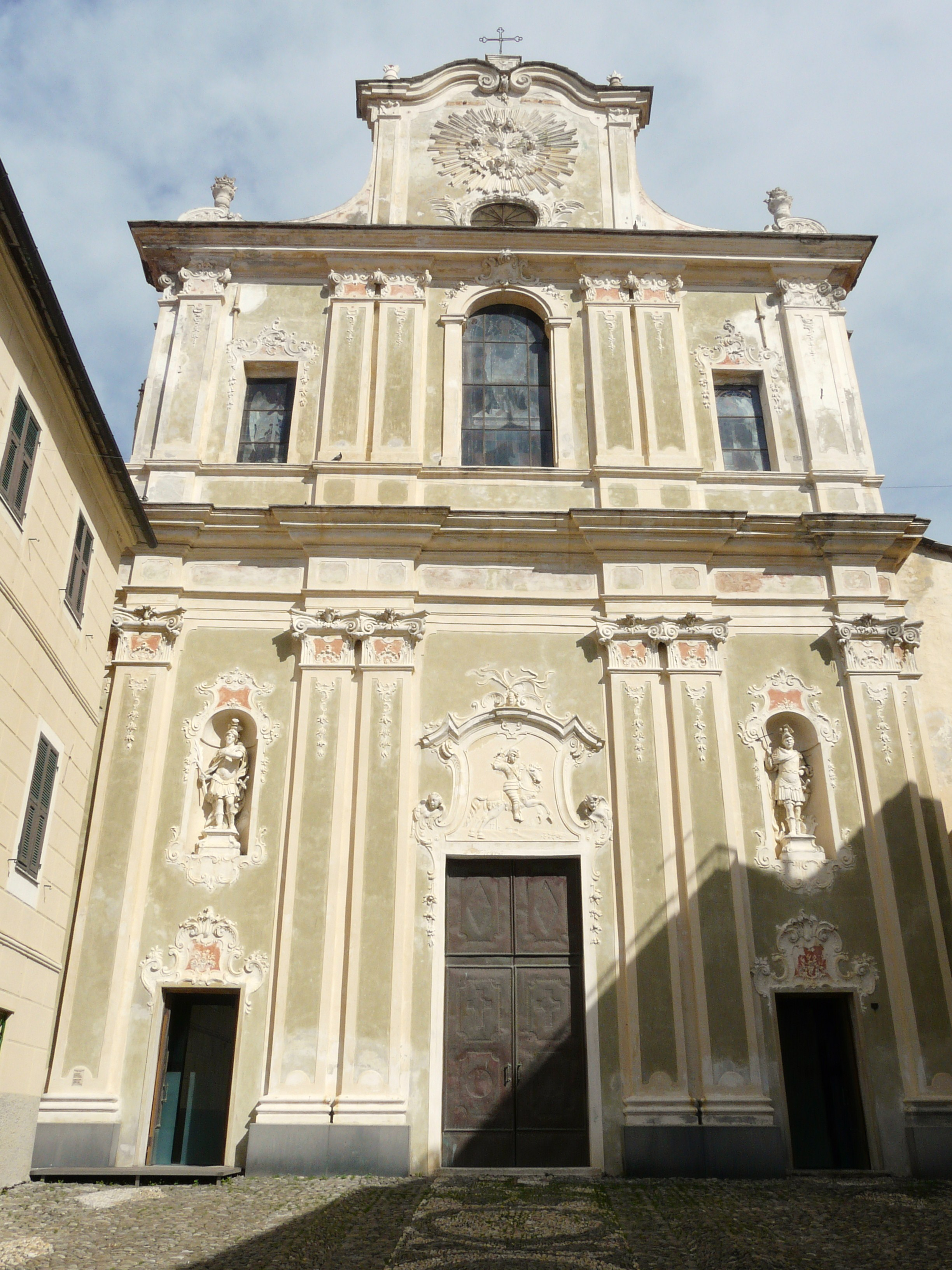
La chiesa parrocchiale di San Maurizio nel centro storico di Riva

### Architetture religiose
- Santuario di Nostra Signora del Buon Consiglio. Citata per la prima volta in un documento risalente al 1205, originariamente fu alle dipendenze della chiesa della Natività di Maria Vergine di Lingueglietta, quest'ultima ora frazione del comune di Cipressa. Dedicata a san Maurizio, e intitolata alla Madonna del Buon Consiglio dopo la costruzione nel Settecento della nuova parrocchiale, restano a vista gli altari dei comuni confinanti di Pompeiana, Terzorio, Santo Stefano al Mare e Riva. Dedicati alla Madonna numerosi ex voto esposti al suo interno. Sono conservate opere d'arte di pregio quale una tela seicentesca, posta sull'altare maggiore, raffigurante San Maurizio, ad opera del pittore Giovanni Battista Cambiaso da Triora. A fianco della chiesa è presente la tomba del poeta Francesco Pastonchi.
- Chiesa parrocchiale di San Maurizio nel centro storico di Riva. La parrocchiale è ubicata presso il centro storico e la sua costruzione fu decisa per porre rimedio all'insufficienza del precedente edificio, oggi santuario della Madonna del Buon Consiglio. Taggia, a cui dipendeva Riva Ligure, assieme alla Repubblica di Genova diedero il voto positivo nel 1693 per la costruzione di un nuovo tempio religioso e già in tale anno fu trovato il terreno per l'edificazione.
- Oratorio di San Giovanni Battista  nel centro storico di Riva; la sua costruzione avvenne nel XVII secolo.

### Architetture militari

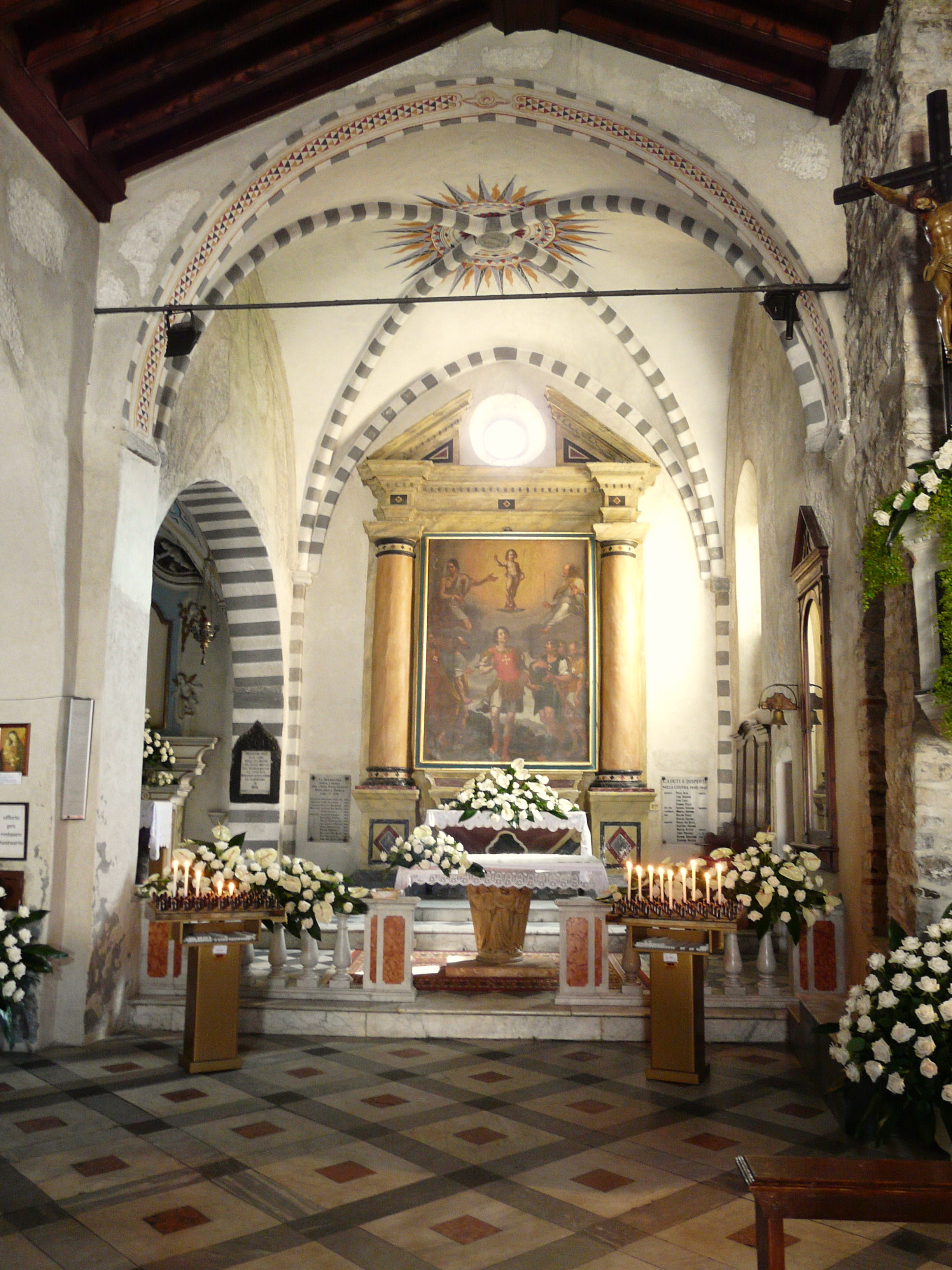
L'interno del santuario di Nostra Signora del Buon Consiglio

#### Torre barbaresca
La costruzione di una torre d'avvistamento si rese necessaria a causa delle frequenti invasioni dei pirati barbareschi nel XVI secolo. Ogni invasione terminava quasi sempre con violente razzie se non il rapimento degli stessi abitanti o l'incendiare delle abitazioni. Inizialmente le risorse economiche del borgo non permisero l'immediata costruzione di una postazione difensiva o di avvertimento, aggravate dal pagamento di diverse tasse per la costruzione delle mura della vicina Taggia.
Nel 1546 Taggia accettò la cessazione dei contributi rivesi, a patto che si procedesse alla costruzione di una fortificazione sul posto mettendo così in sicurezza la costa. Intorno al 1559 l'introito di una tassa sulla scrittura dei documenti nel borgo di Triora permise l'inizio dei lavori che procedettero molto lentamente.
Pochi anni dopo l'imponente fortezza è completata e adatta al servizio di avvistamento in mare.

### Reperti archeologici

#### Costa Balenae
L'allargamento della strada carrozzabile litoranea ha permesso tra il 1839 e il 1840 il ritrovamento di alcune tracce archeologiche nell'area dell'antica Costa Balenae di Capo Don. Altri scavi archeologici sono stati effettuati negli anni 1923, 1937 e nel 1943, e proprio in questo anno risale la scoperta di un antico pavimento a mosaico, demolito in seguito per la costruzione delle barriere difensive lungo la costa; nuovi scavi più recenti sono stati compiuti nel 1982, nel 1987, e dal 2009 al 2016.
Il termine Costa Balenae, secondo quanto riportato dagli storici, è presente in molte carte ed itinerari geografici risalenti all'Impero romano e molto probabilmente riferito ad un centro di appoggio, identificato vicino all'approdo fluviale del torrente Argentina, alla viabilità imperiale romana lungo la costa della riviera ponentina. Il toponimo potrebbe derivare dalla divinità ligure Bellenus, ma ancora oggi non esistono fonti precise sul reale significato del nome.
Negli scavi sono state rinvenuti i resti dell'antico edificio di culto paleocristiano (metà VI secolo) con annesso battistero; quest'ultimo presenta una vasca internamente ottagonale ed esternamente polilobata molto simile a quella del battistero di Albenga (SV). La navata nord della chiesa venne usata a scopo funerario, con utilizzo anche di sarcofagi in pietra del Finale.
Scavi condotti dal Pontificio Istituto di Archeologia Cristiana - dal 2009 al 2016 (le ricerche sono ancora in corso) - hanno confermato la continuità di vita dell'insediamento dal IV al X secolo d.C.: dopo esso fu sostituito da un monastero benedettino alle dipendenze di Genova.

## Società

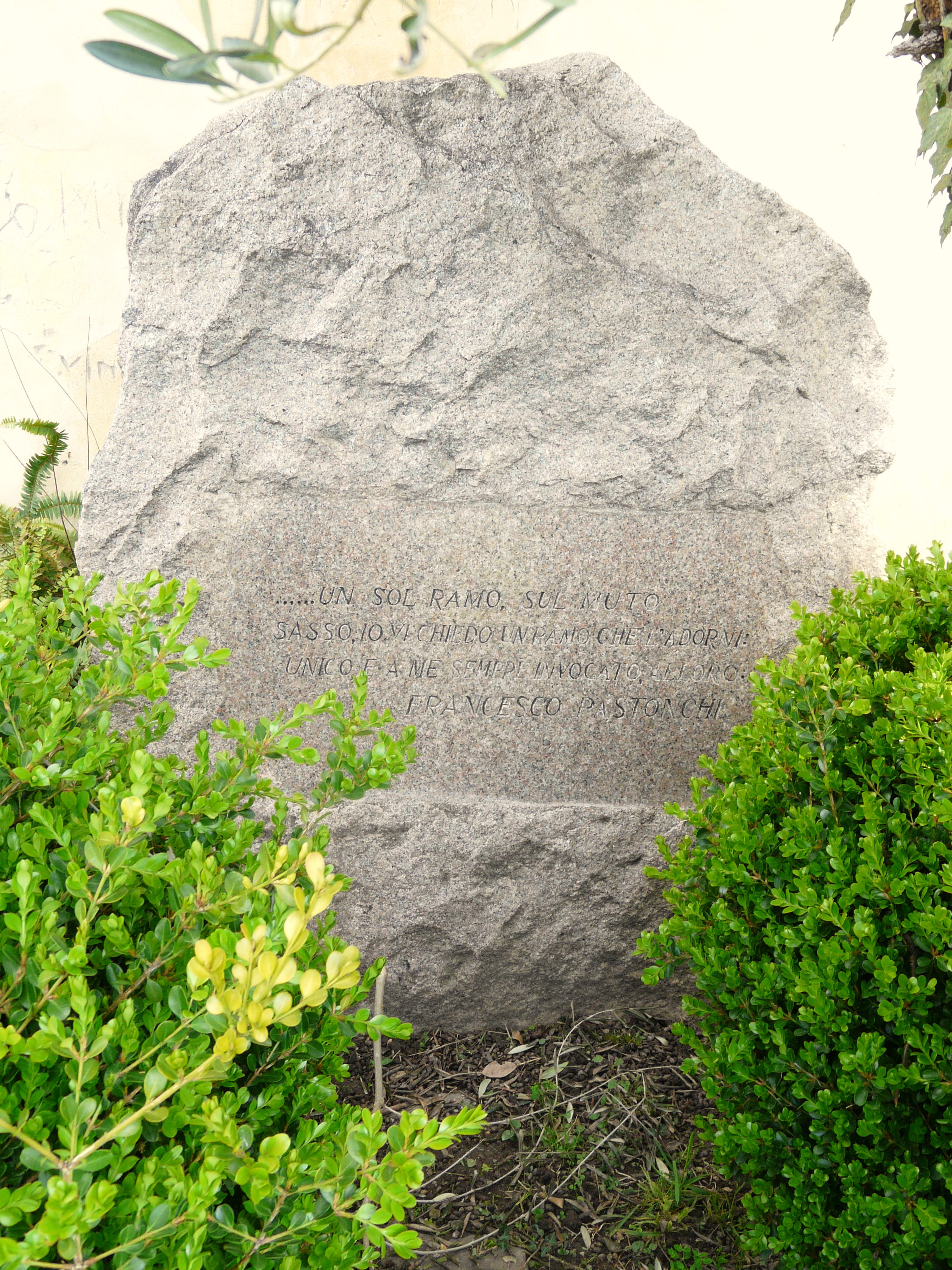
La tomba del poeta Francesco Pastonchi

### Evoluzione demografica
Abitanti censiti

### Etnie e minoranze straniere
Secondo i dati Istat al 31 dicembre 2019, i cittadini stranieri residenti a Riva Ligure sono 225, così suddivisi per nazionalità, elencando per le presenze più significative:
1. Romania, 57
2. Albania, 46
3. Marocco, 40

## Economia
La principale risorsa economica del comune è legata soprattutto al turismo vacanziero, specie nel periodo estivo. Anticamente l'agricoltura costituiva una forte rendita economica grazie alla coltivazione dei fiori, tra questi i garofani e le margherite; Riva Ligure è stato, altresì, un importante centro per la floricoltura di serra e all'aperto.
La località ha ottenuto dalla FEE-Italia (Foundation for Environmental Education) il conferimento della bandiera blu per la qualità delle sue spiagge.

## Infrastrutture e trasporti

### Strade
Il territorio comunale di Riva Ligure è attraversato principalmente dalla strada statale 1 Via Aurelia che permette il collegamento con Taggia, ad ovest, e Santo Stefano al Mare ad est.

### Ferrovie
Fino al 2001 la località era servita dalla stazione di Santo Stefano-Riva Ligure, ubicata nel territorio comunale di Santo Stefano al Mare, che venne soppressa in tale anno dopo lo spostamento della linea ferroviaria Genova-Ventimiglia più a monte.

### Piste ciclabili
Il territorio comunale di Riva Ligure è attraversato dalla pista ciclabile della Riviera Ligure, lunga 24 km, che da ovest verso est collega i vari comuni costieri di Ospedaletti, Sanremo, Taggia, Riva Ligure, Santo Stefano al Mare, Cipressa, Costarainera e San Lorenzo al Mare lungo il vecchio tracciato della ferrovia Genova-Ventimiglia.

## Amministrazione

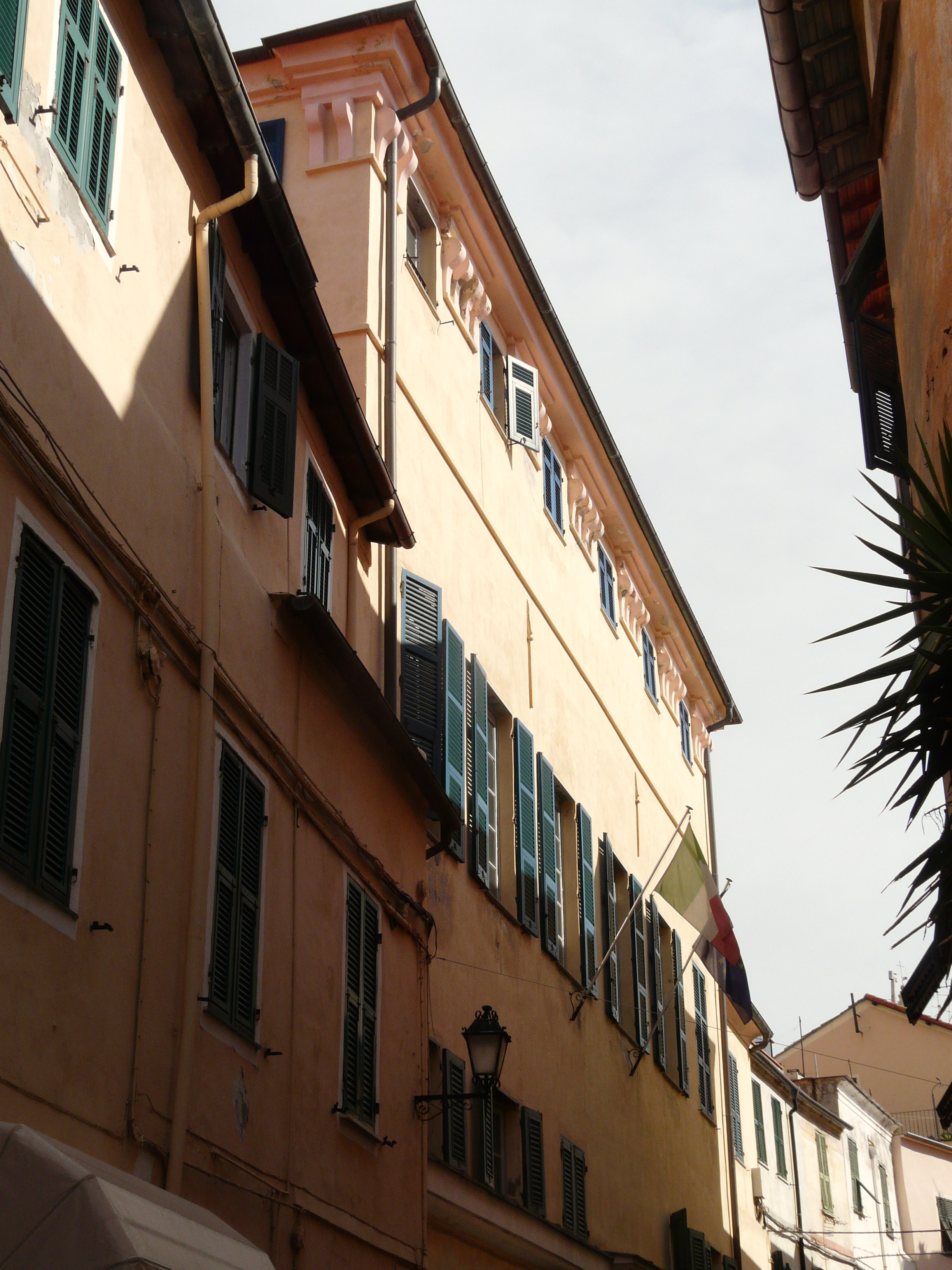
Il municipio

| Periodo        | Periodo        | Primo cittadino     | Partito                              | Carica  | Note   |
| -------------- | -------------- | ------------------- | ------------------------------------ | ------- | ------ |
| 31 maggio 1985 | 29 maggio 1990 | Francesco Montesano | Democrazia Cristiana                 | Sindaco |        |
| 29 maggio 1990 | 24 aprile 1995 | Francesco Montesano | Democrazia Cristiana                 | Sindaco |        |
| 24 aprile 1995 | 14 giugno 1999 | Francesco Montesano | lista civica                         | Sindaco |        |
| 14 giugno 1999 | 14 giugno 2004 | Francesco Montesano | lista civica                         | Sindaco |        |
| 14 giugno 2004 | 8 giugno 2009  | Franco Nuvoloni     | lista civica                         | Sindaco |        |
| 8 giugno 2009  | 26 maggio 2014 | Franco Nuvoloni     | Riva (lista civica di centro-destra) | Sindaco |        |
| 11 giugno 2014 | 26 maggio 2019 | Giorgio Giuffra     | Riva (lista civica di centro-destra) | Sindaco | [ 10 ] |
| 27 maggio 2019 | 10 giugno 2024 | Giorgio Giuffra     | Riva (lista civica di centro-destra) | Sindaco |        |
| 10 giugno 2024 | in carica      | Giorgio Giuffra     | Riva (lista civica di centro-destra) | Sindaco |        |

## Sport

### Calcio
- G.S. Riva Ligure, militante nel campionato di Seconda Categoria.